# Rhododendron subgen. Azaleastrum sect. Sciadorhodion
Sektionen Sciadorhodion rummer en række arter, som behandles her.
| Beskrevne arter |

- Jernbjerglyng (Rhododendron menziesii)
- Randhåret bjerglyng (Rhododendron multiflorum f. bicolor)

| Andre arter |

- Rhododendron albiflorum
- Rhododendron albrechtii
- Rhododendron benhallii
- Rhododendron dilatatum
- Rhododendron goyozanense
- Rhododendron katsumatae
- Rhododendron kroniae
- Rhododendron pentandrum
- Rhododendron pilosum
- Rhododendron quinquefolium
- Rhododendron schlippenbachii
- Rhododendron vaseyi
- Rhododendron wadanum
- Rhododendron yakushimense